# Йоган Г'ялмар Тіль
Йоган Г'ялмар Тіль (швед. Johan Hjalmar Théel; 14 червня 1848, м. Сетер, Швеція — 20 липня 1937, Стокгольм, Швеція) — шведський зоолог, автор описання нових таксонів.

## Біографія
Народився 14 червня 1848 року в місті Сетер. У юності часто брав участь у полюваннях на узбережжі Норвегії і захоплювався рослинами та тваринами, з якими стикався, особливо морським життям. Він познайомився із зоологом Свеном Людвігом Ловеном, який прищепив інтерес Йогана до сипункулід, переважно з роду Phascolion. Тіль навчався в Уппсальському університеті і Phascolion був предметом його дисертації, яку він захистив в 1875 році. Тіль також був гарним художником та ілюстрував свої публікації. У 1875 році він брав участь в експедиції Адольфа Норденшельда до гирла річки Єнісей у спробі знайти Північно-Східний прохід. Наступного року Йоган брав участь в подібному плаванні і відкрив для науки новий голотурій Elpidia glacialis. У 1884 році став членом Шведської королівської академії наук.
У 1889 році Тіль став викладачем Уппсальського університету і був призначений професором зоології. Він був куратором відділу безхребетних Шведського музею природознавства з 1892 по 1916 роки і брав участь у каталогізації великої колекції північних і арктичних морських безхребетних. Він також був директором Зоологічної станції Крістінебергс у Фіскебакскілі з 1892 по 1908 роки.
Тілю було запропоновано класифікувати голотурій, які були зібрані під час експедиції «Челленджера». Він опублікував свої дослідження у «Звіті про наукові результати дослідницької подорожі HMS Challenger 1873–76». Його доповідь вийшла з двох частин. Перша (1881) стосується ряду Elasipodida, а друга (1885) охоплює інших голотурій. Тіль помер 20 липня 1937 року в Стокгольмі, Швеція.